# Espresso House
Espresso House er en kaffebarskæde med over 510 butikker i Norden og Tyskland. Virksomheden blev grundlagt af parret Elizabeth og Charles Asker i Lund i 1996.
JAB Holding Company, et tyske selskab med hovedkontor i Luxembourg, købte i 2015 både Espresso House og den danske kaffebarskæde Baresso.
Espresso House har haft et par sager i medierne om at nogle af deres butikker ikke lever op til Fødevarerstyrelsens krav og har modtaget kritik for mangelfuld rengøring.

## Lokationer
| Land     | Antal butikker |
| -------- | -------------- |
| Danmark  | 76             |
| Finland  | 73             |
| Norge    | 63             |
| Sverige  | 258            |
| Tyskland | 40             |